# بخش سیگتونا
بخش سیگتونا (به سوئدی: Sigtuna kommun) یک ناحیه شهری در سوئد است که در شهرستان استکهلم واقع شده‌است.

## خواهرخوانده
شهرهای Sønderborg، راکوره، Raisio و پورشگرن خواهرخوانده‌های بخش سیگتونا هستند.